# 朝倉ここな
朝倉 ここな（あさくら ここな、2000年11月5日 - ）は、日本の元AV女優。
2021年5月1日、ムーディーズから『新人20歳大手芸能事務所で水着写真集まで決まってた可愛い笑顔のGカップ美巨乳新人モデルがグラドルの道を断って乳首・ヘアー丸出しAVdebut！！』でAVデビュー。
2022年4月26日にファースト写真集「白日夢」を発売。
2023年3月6日週、FANZA動画フロアランキングにて、出演した『最強ビッチ大集合！数珠つなぎ乱交SEXパーティーvol.12「お姉さんよりエッチな友達紹介してもらえますか」』が1位を獲得。
2024年11月22日、翌月末をもってのAV女優引退を発表。以降はグラビアアイドル紬柊として活動する。

## 出演作品
- 素人娘の全裸図鑑 25 今時の女の子12名が恥らいながら脱衣していく様子をじっくり撮影した、変態紳士のためのヘアヌードコレクション（8月9日、かぐや姫Pt/妄想族）
- オナサポ!! 女子○生 着衣で全裸で挑発的ダンス 3（10月11日、かぐや姫Pt/妄想族）
- マスク女子の卑猥なフェラチオ素人娘 2 12人（11月8日、かぐや姫Pt/妄想族）
- 素人娘の全裸図鑑 27 今時の女の子13名が恥らいながら脱衣していく様子をじっくり撮影した、変態紳士のためのヘアヌードコレクション（12月6日、かぐや姫Pt/妄想族）

- 【個撮】どこでもフェラ 9 11人（1月17日、かぐや姫Pt/妄想族）
- 【個撮】どこでもフェラ 10 11人（3月14日、かぐや姫Pt/妄想族）
- どこでもおしっこ! 素人娘の大放尿30人 スロー再生でじっくり鑑賞できるマニア向け映像 7（4月4日、かぐや姫Pt/妄想族）
- 甘い唾液交換キスでレズビアンに染められたFカップ美巨乳下着モデル 私、モデルになりたいんです! モデル志望のFカップ美巨乳女子がモデル契約した下着メーカーはレズビアンだらけ。 朝倉ここな レズ解禁 朝倉ここな さつき芽衣 樋口みつは（4月11日、ビビアン）

## 出版

### 写真集
- 白日夢（2022年4月28日、徳間書店、撮影:柳沢康太）

### モデル
- PIN-UP GIRLS（2023年2月15日、G-STYLE）※参加モデル（50音順）朝倉ここな　うんぱい　小倉由菜　加美杏奈　栗山莉緒　さつき芽衣　白桃はな　宍戸里帆　八木奈々

## 出演

### ウェブドラマ
- 任狭温泉旅館 仁義なき大欲情（2023年7月5日、シネポップ、シネマファスト）[4]

### 映画
- 魅せたい女（2023年12月5日、オーピー映画） - 露子 役[5]